# Giuseppe Scolari
Pour les articles homonymes, voir Scolari.
Œuvres principales
La cascina
Artaserse
La conversazione
Giuseppe Scolari (cité également sous José Solari dans les sources portugaises), né vers 1720 à Vicence et mort vers 1770-1780, vraisemblablement à Lisbonne) est un compositeur italien du XVIIIe siècle.

## Biographie
On ne sait que peu de choses sur la vie de Giuseppe Scolari. Il aurait beaucoup voyagé, séjourna quelques années à Venise et qu’entre 1750 et 1753 il habita à Barcelone. Enfin, en 1768 il s’établit définitivement à Lisbonne, où plusieurs manuscrits du compositeurs sont encore conservés.
Il fut un précurseur parmi les compositeurs d’Italie septentrionale pour avoir très tôt composé ses opéras selon le style napolitain.
Scolari composa plus d'une quarantaine d'opéras et fut de son vivant beaucoup apprécié pour ses drammi giocosi (drames joyeux). À l’instar de Baldassarre Galuppi il mit en musique les œuvres de Carlo Goldoni les plus variées et remporta ainsi un grand succès. Goldoni écrivit pour lui le livret La cascina (1756, Venise) que Scolari mis en musique avec un certain succès, si bien que l'œuvre fut produite dans plusieurs pays d'Europe. En Espagne, La cascina s’intégra dans le répertoire de la zarzuela sous le nom Las queseras. Peu après Scolari remporta un succès majeur en Italie sur un autre livret de Goldoni, La conversazione (1758, Venise).
Giuseppe Scolari fut par ailleurs aussi maître de chapelle.

## Œuvres

### Opéras
Note : Les indications de date et de lieu se réfère à la première.
1. Il Pandolfo (commedia per musica, 1745, Venise)
2. La fata meravigliosa (dramma giocoso, 1745, Venise)
3. L'Olimpiade (dramma per musica, livret de Pietro Metastasio, 1747, Venise)
4. Il vello d'oro (dramma per musica, livret de Giovanni Palazzi, 1749, Venise)
5. Alessandro nelle Indie (dramma per musica, livret de Pietro Metastasio, 1749, Vicence)
6. Il filosofo chimico poeta (dramma giocoso, livret de Antonio Palomba, 1750, Teatre de la Santa Creu, Barcelone)
7. Alessandro nelle Indie, opéra de Giuseppe Scolari (1750, Barcelone)
8. Il vecchio avaro, opéra de Giuseppe Scolari (1751, Barcelone)
9. L'impostore, opéra de Gioacchino Cocchi et Giuseppe Scarlatti (1751, Barcelone)
10. Didone abbandonata, opéra de Giuseppe Scolari (1752, Barcelone)
11. Chi tutto abbraccia nulla stringe (dramma giocoso, livret de Bartolomeo Vitturi, 1753, Venise)
12. Adriano in Siria (dramma per musica, livret de Pietro Metastasio, Carnevale 1754, Venise)
13. L'avaro schernito (dramma giocoso, révision de Chi tutto abbraccia nulla stringe, 1754, Lugo)
14. La cascina (dramma per musica, livret de Carlo Goldoni, 1756, Venise)
15. Cajo Fabrizio (dramma per musica, livret de Apostolo Zeno, 1756, Florence)
16. Statira (dramma per musica, livret de Carlo Goldoni, 1756, Venise)
17. Il conte Caramella (livret de Carlo Goldoni, 1756, Milan)
18. L'Andromaca (dramma giocoso, livret de G. M. Viganò, 1757, Lodi)
19. Artaserse (dramma per musica, livret de Pietro Metastasio, 1757, Pavie)
20. Le nozze (livret de Carlo Goldoni, 1757, Milan)
21. Le donne vendicate (livret de Carlo Goldoni, 1757, Milan)
22. Rosbale (dramma giocoso, livret de Francesco Silvani, 1757, Padoue)
23. La conversazione (livret de Carlo Goldoni, 1758, Venise)
24. Il ciarlatano (dramma giocoso, livret de Carlo Goldoni, 1759, Venise)
25. Il finto cavaliere (dramma giocoso, révision de Il ciarlatano, 1760, Modène)
26. Lo staffiere finto nobile (operetta comica, 1760, Copenhague)
27. L'avaro burlato (dramma giocoso, révision de Chi tutto abbraccia nulla stringe, 1762, Copenhague)
28. La buona figliuola maritata (dramma giocoso, livret de Carlo Goldoni, 1762, Murano)
29. Il viaggiatore ridicolo (dramma giocoso, en collaboration avec Antonio Maria Mazzoni, livret de Carlo Goldoni, 1762, Milan)
30. La famiglia in scompiglio (dramma giocoso, 1762, Parme)
31. Tamerlano (dramma per musica, 1763, Milan)
32. La costanza delle donne (dramma giocoso, 1764, Turin)
33. Cajo Mario (dramma per musica, livret de Gaetano Roccaforte, 1765, Milan)
34. Il ciarlone (intermezzo, livret de Antonio Palomba, 1765, Milan)
35. La schiava riconosciuta (dramma giocoso, en collaboration avec Niccolò Piccinni, 1765, Bologne)
36. La schiava riconosciuta (dramma giocoso, révision de La schiava riconosciuta, 1766, Venise)
37. La donna stravagante (dramma giocoso, livret de Alcindo Isaurense P. A., 1766, Venise)
38. Antigono (dramma per musica, livret de Pietro Metastasio, 1766, Naples)
39. Il Bejglierbej di Caramania (dramma giocoso, livret de Girolamo Tonioli, 1771, Lisbonne)
40. Eponina (dramma per musica, livret de Giovanni Francesco Fattiboni, 1772, Cadix)
41. Alle dame (burletta, 1774, Lisbonne)

### Autres œuvres lyriques
1. Serenata a sei voci (1760, Padoue)
2. Già la morte (aria)
3. Sì mora l’audace (aria per tenore e orchestra)
4. Se al labbro mio non credi (aria per contralto e strumenti)
5. En ti espero dueño amado (aria)
6. Grandi è ver son le mie pene (aria)
7. Altre due arie per soprano e strumenti
8. Canzonetta nuova e geniale per soprano e basso continuo

### Musique instrumentale
1. Ouverture a più strumenti
2. Sinfonia in re magg.
3. Concerto per violino in sol magg.
4. Sinfonia